# Посёлок Кузяевского фарфорового завода
Посёлок Кузяевского фарфорового завода — посёлок в Раменском городском округе Московской области. Население — 1176 чел. (2010).
Посёлок Кузяевского фарфорового завода расположен в восточной части Раменского городского округа, примерно в 18 км к востоку от города Раменское. Высота над уровнем моря 146 м. Ближайший населённый пункт — деревня Кузяево.
До муниципальной реформы 2006 года посёлок входил в состав Новохаритоновского сельского округа Раменского района, затем в состав сельского поселения Новохаритоновское.

## Население
| 2002 | 2010  |
| ---- | ----- |
| 1121 | ↗1176 |

По переписи 2002 года в посёлке проживало 1121 человек (486 мужчин, 635 женщин).